# Eduard, Duce de Anhalt
Eduard Georg Wilhelm, Duce de Anhalt (germană Herzog Eduard Georg Wilhelm von Anhalt) (18 aprilie 1861 – 13 septembrie 1918) a fost prinț german din Casa de Ascania și penultimul conducător al ducatului de Anhalt din aprilie până în septembrie 1918.

## Biografie
Eduard s-a născut la Dessau, capitala ducatului, în 1861 ca al treilea fiu al Ducelui Frederic I de Anhalt (1831–1904) și a soției acestuia, Prințesa Antoinette de Saxa-Altenburg (1838–1908). Cum fratele cel mare al lui Eduard, Leopold, Prinț Ereditar de Anhalt, a murit în 1886 fără moștenitori masculini, și următorul frate, Frederic, nu avea moștenitori, Eduard a devenit moștenitor aparent și prinț ereditar după decesul tatălui lui în 1904.
La 21 aprilie 1918, Eduard i-a succedat fratelui său Frederic ca Duce de Anhalt însă pentru scurt timp; a murit în același an la 13 septembrie. Eduard a fost succedat de fiul său cel mare în viață, Prințul Joachim Ernst, sub regența fratelui mai mic al lui Eduard, Prințul Aribert.
Ducele Eduard s-a căsătorit cu Prințesa Luise de Saxa-Altenburg (1873–1953) la Altenburg la 6 februarie 1895. Ea era fiica Prințului Moritz de Saxa-Altenburg și a soției acestuia, Prințesa Augusta de Saxa-Meiningen. Cuplul a avut șase copii înainte să divorțeze în 1918. 
- Frederique Margaretha (1896), a murit la câteva zile după naștere
- Leopold Frederick Maurice Ernest Constantine Aribert Eduard (1897-1898), a murit la vârsta de 1 an
- Marie-Auguste (1898-1983), căsătorită cu Prințul Joachim al Prusiei, fiul cel mic al împăratului Wilhelm al II-lea al Germaniei
- Joachim Ernst, ultimul duce de Anhalt
- Eugen (1903-1980), căsătoriy cu Anastasia Jungmeier (1901-1970); fiica lor Anastasia s-a căsătorit cu Maria Emanuel, Margraf de Meissen
- Wolfgang Albert Maurice Frederick William Ernest (1912-1936), a murit la vârsta de 23 de ani